# 西蒙玻利瓦爾市 (安索阿特吉州)

西蒙玻利瓦爾市（西班牙語：Municipio Simón Bolívar），是委內瑞拉的一個市，位於該國東北部安索阿特吉州，首府設於巴塞羅那，面積1,706平方公里，2007年人口428,391，人口密度為每平方公里250人。